# La Chapelle-Glain
 La Chapelle-Glain  es una población y comuna francesa, situada en la región de Países del Loira, departamento de Loira Atlántico, en el distrito de Châteaubriant y cantón de Saint-Julien-de-Vouvantes.

## Demografía
| 1211 | 1097 | 898 | 838 | 808 | 761 |
| Para los censos de 1962 a 1999 la población legal corresponde a la población sin duplicidades (Fuente: INSEE [Consultar]) |      |     |     |     |     |